# José de Almeida Ávila
José de Almeida de Ávila (Horta, 29 de Outubro de 1844 — Lisboa, 30 de Outubro de 1902) foi um oficial da Marinha de Guerra Portuguesa, na qual atingiu o posto de capitão-de-mar-e-guerra, político e administrador colonial. Foi governador civil do Distrito da Horta (1894-1895).

## Biografia
Nasceu na freguesia das Angústias da cidade da Horta, ilha do Faial, segundo filho de Manuel José de Ávila Júnior e de sua esposa Maria Leonor de Almeida e Silva de Sotto-Mayor, sendo baptizado na igreja das Angústias no dia 25 de Novembro imediato. Era sobrinho de António José de Ávila, o poderoso duque de Ávila e Bolama, e o seu irmão mais velho, António José de Ávila (1842-1917), viria a ser o 2.º marquês de Ávila e Bolama, general de brigada, deputado e par do reino. Membro de uma família influente e numerosa, para além do irmão mais velho, herdeiro político do tio, teve entre os seus irmãos e irmãs várias personalidades relevantes na vida faialense: Luísa de Almeida Ávila, nascida em 19 Dezembro de 1945, Júlia de Almeida Ávila, em 6 de Julho de 1849, Maria de Almeida Ávila, em 20 de Maio de 1851, Eugénio de Almeida Ávila, em 24 de Outubro de 1855 e que atingiu o posto de capitão-tenente de Administração Naval, Luís de Almeida Ávila, em 25 de Março de 1857 que foi tesoureiro da Alfândega da Horta, e Leonor de Almeida Ávila, em 10 de Abril de 1859.
Completou os estudos elementares na Horta e em 1856 matriculou-se pela primeira vez no Liceu da Horta, cujo curso viria a concluir. Interessado pelo mar, ainda aluno liceal recebeu a carta de sota-piloto sem limite de tempo com base na experiência. Para além disso demonstrava ter bons conhecimentos de inglês e francês. A 26 de dezembro de 1863, com 19 anos de idade, foi admitido, a título excepcional pois já ultrapassara a idade limite, na Escola Naval «como aspirante na Companhia de Guardas-Marinhos».
Após dois anos na Escola Naval, em 1867 partiu para a Grã-Bretanha, onde esteve ao serviço da Armada Britânica (Royal Navy) até 1870. Neste período adquiriu conhecimentos teórico-práticos em pilotagem de barcos a vapor, artilharia, astronomia náutica, hidrografia e regulação de agulhas. Após o seu regresso a Portugal fez exame prático «à vela e a vapor como aspirante na corveta Duque de Palmela», ao tempo um navio-escola, sendo promovido a segundo-tenente em 27 de outubro de 1870.
Após algum tempo de permanência em Lisboa, com o posto de segundo-tenente em 1872 foi colocado no comando naval da então Província de Macau e Timor, em Macau. Neste período integrou as guarnições da canhoneira Camões, da escuna D. Carlos, da canhoneira Tejo e da corveta Duque de Bragança. Em Dezembro de 1872, quando integrava a guarnição da Duque de Bragança, lançou-se «às águas do rio Cantão numa noite de forte temporal» para salvar o segundo-tenente Manuel Luís Mendes Leite, o que lhe valeu agraciado com o grau de cavaleiro da Ordem da Torre e Espada.
Em 1874 foi transferido para a Estação Naval de Moçambique. Em Moçambique comandou o vapor Quelimane de 1875 a 1877, ao serviço da administração colonial portuguesa no Oceano Índico.
Em 1877 regressou a Lisboa, sendo nomeado, com o posto de primeiro-tenente, capitão do porto da Horta, cargo que assumiu em maio de 1877. Na sua cidade natal casou na igreja das Angústias, em 22 de Janeiro de 1879, com  Maria Moura Lane de Almeida Ávila, de 23 anos de idade. Este casamento foi efémero, pois a esposa faleceu a 17 de setembro desse mesmo ano, «vítima de pertinaz doença».  Um semanário publicado na cidade da Horta ao registar essa ocorrência escreve que «D.ª Maria Lane Ávila, consorte do exmo. sr. José d’Ávila, capitão do porto desta cidade, acabou a sua existência na flor da idade [pois] [...] no dia 14 de Agosto havia feito 24 anos [...] [e a] sua falta é enorme para a sua extremosa família; e todos aqueles que a conheciam de perto, e a puderam apreciar devidamente, choram a perda daquele espírito verdadeiramente superior».
Na sequência da morte da esposa, solicitou a sua exoneração do cargo de capitão do porto da Horta, alegando estar em circunstâncias muito especiais e alheias à sua vontade. A exoneração foi-lhe concedida a 14 de outubro de 1879, regressando a Lisboa. Permaneceu apenas alguns meses em Lisboa, já que em 16 de dezembro desse ano de 1879 já se encontrava na África Oriental Portuguesa a tomar posse do cargo de governador do Distrito de Tete. No ano seguinte foi nomeado governador do Distrito de Quelimane, cargo que exerceu até 1883, ano em que foi exonerado por motivos de saúde.
Em Julho de de 1883, em exames médicos realizados no Hospital Militar e Civil de Moçambique, foi-lhe diagnosticada uma anemia profunda que aconselharia o regresso à Metrópole «na primeira oportunidade a fim de ser presente à Junta de Saúde Naval». Contudo, o regresso não aconteceu e em vez disso foi nomeado em Dezembro desse ano de 1883 para o cargo de imediato da canhoneira Tâmega, então a prestar serviço em Macau.
Permaneceu em Macau alguns anos, tendo ali casado em 8 de Agosto de 1885 com Guilhermina Homem de Carvalho. Este casamento voltou a ser efémero, por a esposa faleceria de parto em 11 de Junho de 1886. No ano seguinte, pediu transferência para Lisboa, sendo em finais de 1877 colocado como capitão-tenente supranumerário na Direcção do Arsenal da Marinha e nomeado conselheiro da Escola de Alunos Marinheiros de Lisboa.
A sua permanência em Lisboa foi curta, pois em junho de 1888 foi nomeado capitão do porto de Ponta Delgada, cargo de que não tomou posse por entretanto ter sido nomeado governado do Distrito de Lourenço Marques, iniciando mais uma comissão de serviço em Moçambique. Em 1890, já no posto de capitão-de-fragata, regressou a Lisboa, assumido de imediato o seu lugar de capitão do porto de Ponta Delgada, mas sendo nesse mesmo ano transferido para a capitania do porto da Horta.
Em 1891 publicou um artigo intitulado «Uma opinião sobre a iluminação do arquipélago dos Açores», um contributo pioneiro e bem fundamentado sobre a farolização das costas dos Açores. Nessa obra, «ao chamar mais uma vez a atenção dos poderes públicos para as condições desgraçadas do grupo dos Açores relativamente à iluminação das suas costas» recorda que «uma inspecção ao mapa geral do oceano Atlântico norte, mostra, claramente, mesmo às pessoas alheias aos assuntos inerentes à navegação, que, hoje, a maioria do comércio do mundo se faz por meio de barcos a vapor, cabe aos Açores, pela sua posição geográfica, a cerca de dois terços da travessia deste oceano, uma parte muitíssimo importante no abastecimento de combustível e víveres para estes barcos e para toda a navegação à vela, pois são o único ponto central do oceano Atlântico onde facilmente os navios podem refrescar e proceder às reparações de que porventura careçam». Naquele que o próprio considera «um plano meramente prático e económico para a iluminação dos Açores», indica os faróis e os farolins a colocar, apontando os locais das várias ilhas onde deveriam ser instalados e as suas características técnicas e de luminosidade.
O plano de farolização por ele publicado recebeu apoios vários, entre os quais os de especialistas como Domingos Tasso de Figueiredo e Augusto Eduardo Neuparth, e foi determinante para a operacionalização da componente açoriana do «Plano Geral d'Alumiamento e Balizagem das Costas e Portos Marítimos do Continente do Reino e Ilhas Adjacentes» que fora apresentado em 1883 pela Comissão de Faróis e Balizas criada em 1881 para estudar a farolização das costas e portos.
Manteve-se como capitão do porto da Horta até 4 de Janeiro de 1894, data em que foi nomeado governador civil do Distrito da Horta em substituição do conselheiro Read Cabral. No dizer da imprensa local, foi uma nomeação que «agradou a todos» já que «ninguém ignora a brilhante figura que ele fez como governador dos distritos de Tete, Quelimane e Lourenço Marques, pelo que foi agraciado com a Torre e Espada, prémio de valor lealdade e mérito», esperando-se que após «alguns anos de lutas mesquinhas e inglórias, que dividiram a família faialense» a acção do novo governador seria «um período de paz e ordem, em que a lei, que entre nós tem andado de rastos».
Apesar das esperanças que rodearam a nomeação, a instabilidade que dominava a política portuguesa daqueles tempos não permitiu que ocupasse o cargo de governador civil durante muito tempo. Foi exonerado, a seu pedido, em 13 de Julho de 1895, regressando a Lisboa no dia 29 desse mês. Mereceu dos dos dois diários locais, O Açoriano e O Telégrafo, os mais rasgados elogios e o desagravo dos desgostos de que teria sido vítima.
Como governador civil teve acção relevante, pois para além de em abril de 1894 ter obtido do Ministro das Obras Públicas autorização para a construção do farol dos Capelinhos, no Faial, e do farol das Lajes, nas Flores (obras cuja construção apenas se concretizaria algumas décadas mais tarde), obteve verbas importantes para melhoramentos nas quatro ilhas que constituíam o distrito, nomeadamente para a criação de algumas escolas primárias e para a elaboração de vários projectos de estradas e de abastecimento de água potável à cidade da Horta.
Após a sua experiência como governador civil do seu distrito natal, retomou o exercício de funções navais, inicialmente em Lisboa e depois como comandante da corveta Duque da Terceira, cargo para o qual foi nomeado em 1897. Após dois anos no comando daquele navio, foi promovido a capitão-de-mar-e-guerra e nomeado chefe do Departamento Marítimo do Oeste, então com sede em Ponta Delgada, cargo que exerceu de 24 de novembro de 1898 até falecer a 30 de outubro de 1902. Foi o seu último cargo, pois já se encontrava gravemente doente, sofrendo de um cancro na garganta que o haveria de vitimar.
Faleceu em Lisboa, aos 58 anos de idade, em resultado de «um epitelioma na garganta que há muito o atormentava, sendo nos últimos tempos dilacerante o seu sofrer». De acordo com a imprensa faialense da época era «um dos faialenses que honrava a terra que lhe serviu de berço e de que os faialenses, e até mesmo os açorianos em geral, podiam pronunciar o nome com orgulho, porque era oficial distinto entre os distintos, cavalheiro altruísta e modelo dos bons chefes de família». O seu funeral realizou-se a 1 de Novembro para o Cemitério dos Prazeres, ficando «depositado o féretro no jazigo da família do Duque de Ávila e Bolama, tio do finado».
Ergueu na Lapa, em Lisboa, em 1876 um palácio onde a sua família se viria a fixar, utilizando as propriedades no arquipélago como modo de subsistência e dedicando-se por completo à vida na Metrópole.
Deixou viúva Sofia Henrietta de Britto de Azeredo Serpa Castêdo e era pai de José Serpa Castêdo de Almeida de Sotto-Mayor de Ávila de Carvalho, que mais tarde assumiria o título de Conde e Marquês de Ávila.